# Give me liberty or give me death!

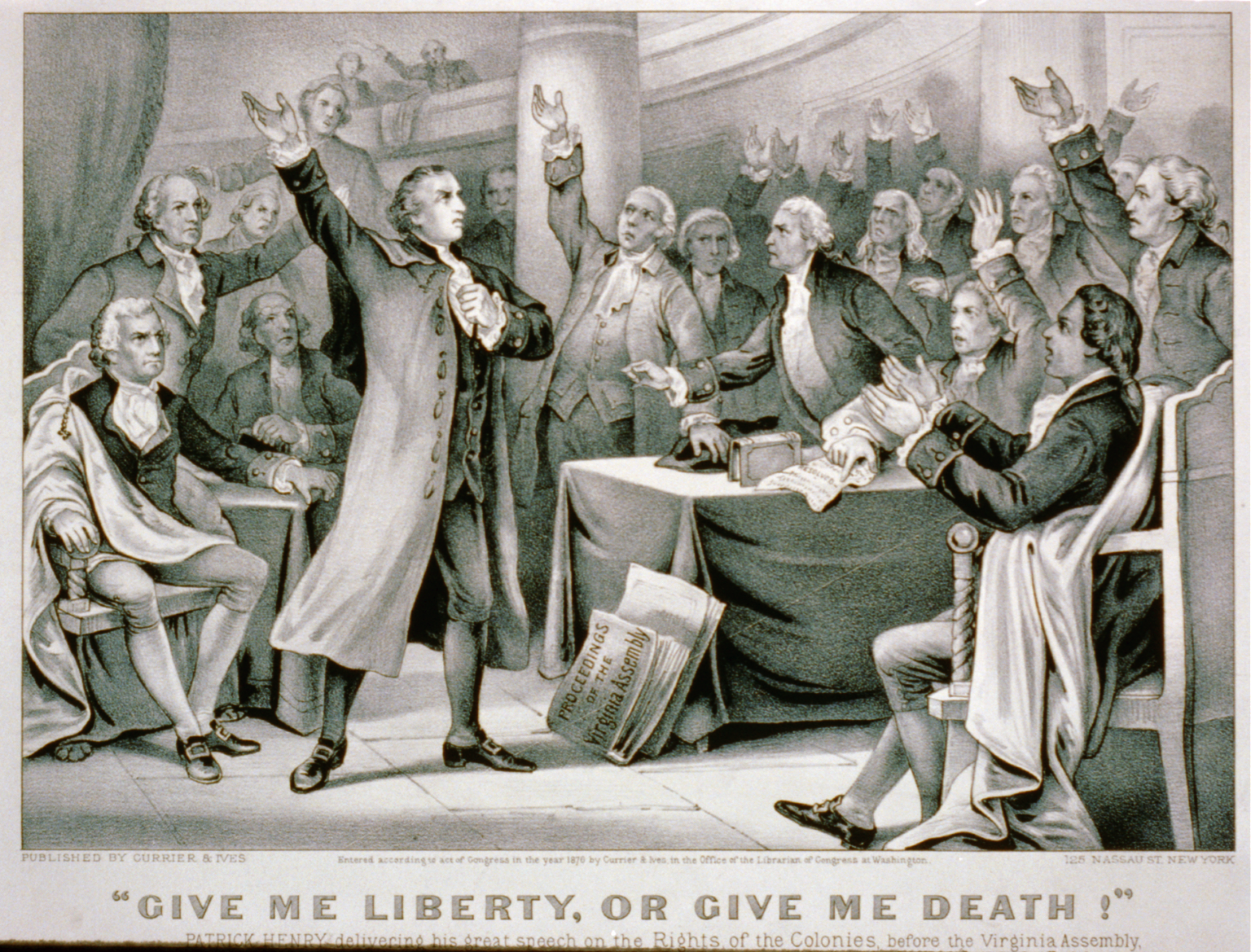
Le discours de Patrick Henry de 1775 « Donnez-moi la liberté ou donnez-moi la mort ! », représenté dans une lithographie de 1876 par Currier et Ives, aujourd'hui conservée à la Bibliothèque du Congrès à Washington, DC.

« Donnez-moi la liberté ou donnez-moi la mort ! » (en anglais : « Give me liberty or give me death! ») est une citation attribuée à l'homme politique, orateur et Père fondateur américain Patrick Henry, tirée d'un discours qu'il prononce lors de la seconde Convention de Virginie (en) le 23 mars 1775, dans l'église St. John (en) de Richmond (Virginie). On attribue à Henry le mérite d'avoir convaincu la convention d'envoyer des troupes pour soutenir la Guerre d'indépendance des États-Unis. Parmi les délégués à la convention figurent les futurs présidents des États-Unis Thomas Jefferson et George Washington.
Plus de quarante ans après le discours et dix-huit ans après la mort de Henry, son biographe William Wirt publie une reconstruction posthume du discours dans son ouvrage de 1817 Sketches of the Life and Character of Patrick Henry. La version du discours largement connue aujourd’hui a été reconstituée à partir des souvenirs de témoins âgés plusieurs décennies après l'événement. Un débat persiste parmi les historiens sur la question de l'authenticité du discours et de son éventuelle remaniement par Wirt et d'autres,,.

## Contexte et discours

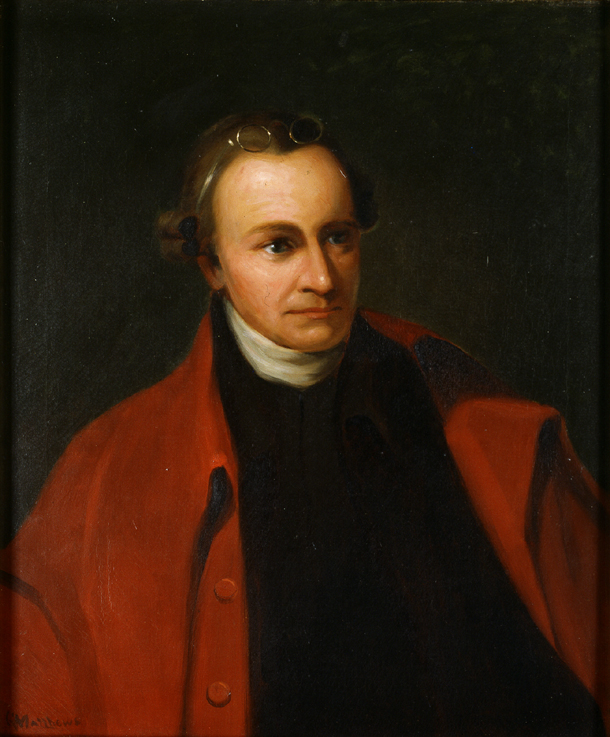
Portrait de Patrick Henry par George Bagby Matthews d'après Thomas Sully, c. 1891.

La deuxième Convention de Virginie se réunie à l'église épiscopale St John à Richmond le 20 mars 1775. Les membres de la Convention élisent un président et des délégués au Congrès continental. Lors de la convention, Patrick Henry, un délégué du comté de Hanover, propose des amendements visant à créer une milice indépendante de l'autorité royale, reconnaissant explicitement que la guerre contre l'Empire britannique est inévitable, suscitant l'opposition des modérés de la convention. Le 23 mars, Henry défend ses amendements, et aurait conclu en déclarant : « Dieu Tout-Puissant, je ne sais quel voie les autres emprunterons ; mais quant à moi, donnez-moi la liberté ou donnez-moi la mort ! ».,,
En concluant, Henri frappe sa poitrine avec un coupe-papier en os, en référence au geste du patriote romain Caton le Jeune.

## Réception et suites

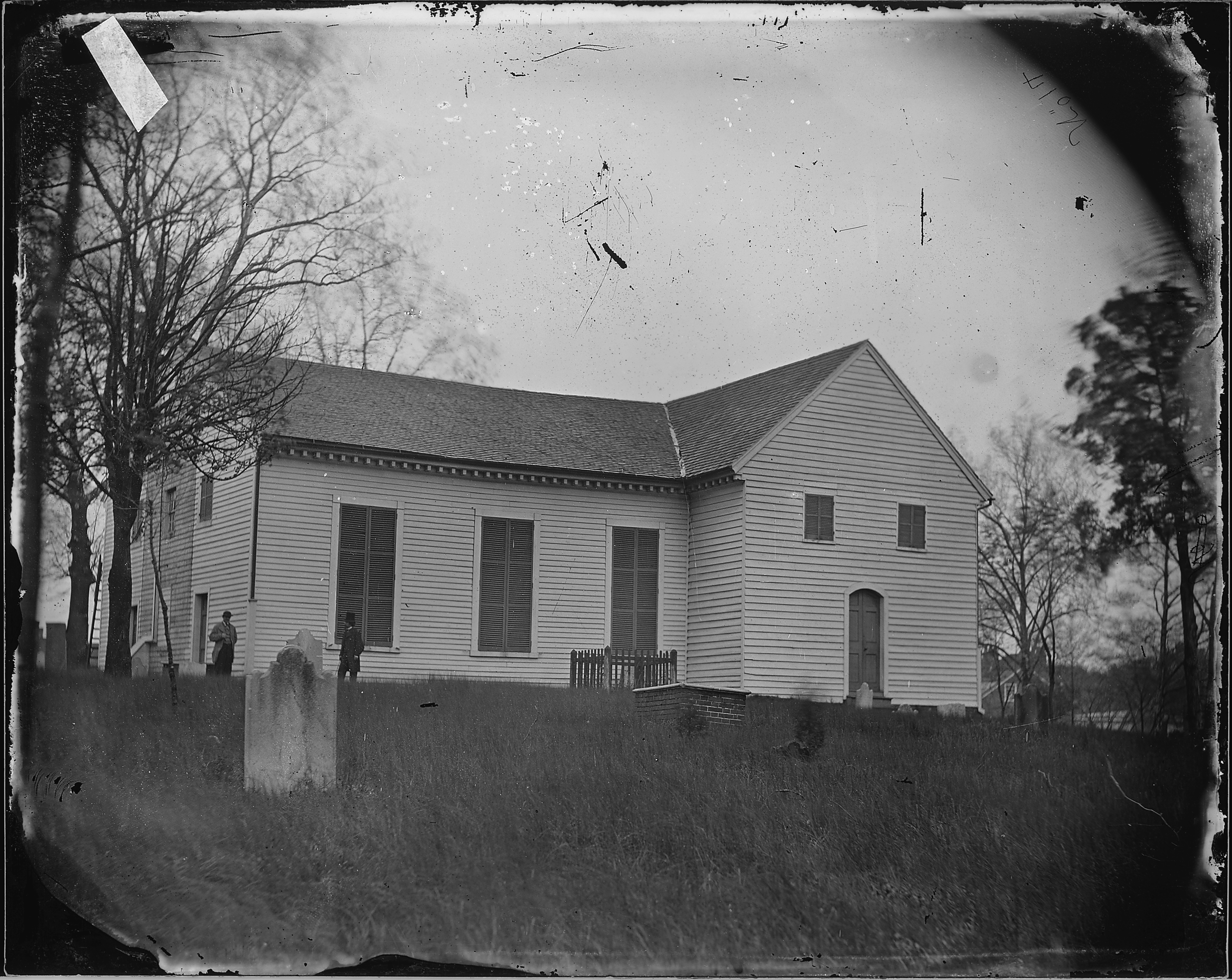
Église St. John de Richmond, où Patrick Henry prononce son discours.

Selon Edmund Randolph, la convention demeura silencieuse pendant plusieurs minutes après le discours d'Henry. George Mason, qui rédigera plus tard la Déclaration des droits de la Virginie, affirme que le public ne  maitrisait plus ses sentiments après que Henry eut parlé. Thomas Marshall décrit à son fils John Marshall (futur juge en chef des États-Unis) le discours comme « l'un des morceaux d'éloquence les plus audacieux, les plus véhéments et les plus animés qui aient jamais été prononcés »,.
Le discours de Patrick Henry finit par convaincre la convention, et il est décidé que la colonie sera « mise en position de défense : et que Patrick Henry, Richard Henry Lee, Robert Carter Nicholas (en), Benjamin Harrison, Lemuel Riddick, George Washington, Adam Stephen (en), Andrew Lewis (en), William Christian (en), Edmund Pendleton, Thomas Jefferson et Isaac Zane, Esquires, formeront un comité pour préparer un plan visant à armer et à discipliner un nombre d'hommes suffisant à cette fin. » Malgré cette résolution, de nombreux délégués modérés restent incertains quant aux conséquences la résistance encouragée par Henry et d'autres radicaux, et peu de comtés forment des compagnies de milice. Néanmoins, Patrick Henry est nommé président du comité chargé d'organiser la milice.
Un mois plus tard, Lord Dunmore, gouverneur de Virginie (en), ordonne aux marins de la Royal Navy de retirer tous les stocks de poudre à canon de la poudrière de Williamsburg,. Cet incident, connu plus tard sous le nom d'incident de la poudre à canon (en), devient l'équivalent virginien de la bataille de Lexington. Après avoir appris la décision de Lord Dunmore, Patrick Henry conduit sa milice vers Williamsburg pour imposer le retour de la poudre à canon dans la colonie. La crise est résolue pacifiquement par le paiement de 330 livres sterling (soit 53 178 livres sterling actuelles) à Patrick Henry. Craignant pour sa sécurité, Lord Dunmore se retire sur un navire de guerre, mettant fin au contrôle britannique sur la colonie. Patrick Henry devint le premier gouverneur de l'État indépendant en juillet 1776.

## Publication et controverse

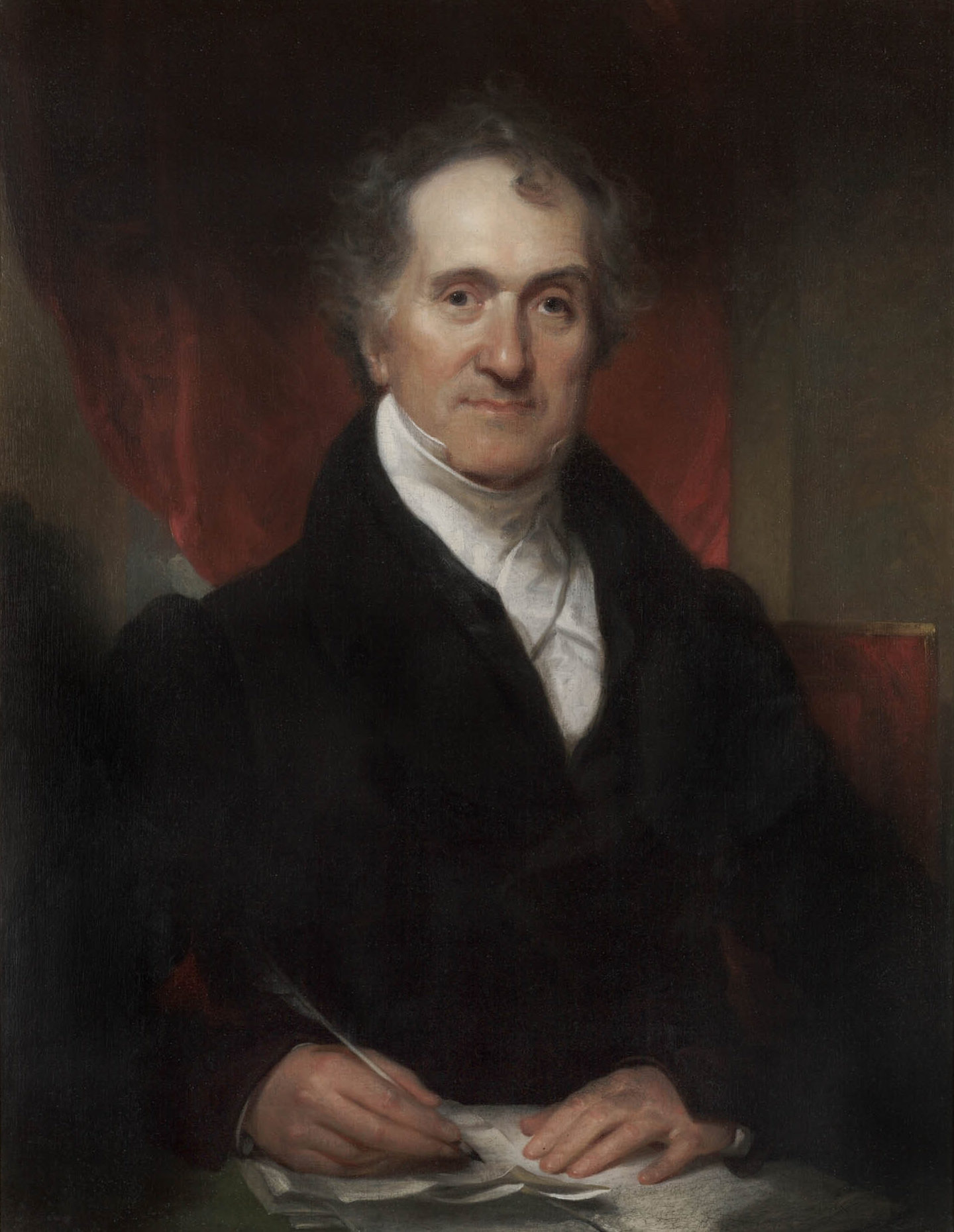
William Wirt, c. 1832.

Plus de 40 ans après le discours de Patrick Henry et 18 ans après sa mort, une reconstitution du discours est publiée dans la biographie de William Wirt de 1817, Sketches of the Life and Character of Patrick Henry. Wirt échange avec des témoins directs âgés et des personnes ayant connu des témoins directs. Tous s'accordent à dire que le discours de Patrick Henry a produit un effet profond sur son auditoire, mais un seul témoin survivant tente de reconstituer le discours même.
St. George Tucker (en) tente une reconstruction en deux paragraphes du discours dans une lettre à William Wirt, mais Tucker note qu'il est « inutile […] d'essayer de donner une idée de son discours ». En utilisant les deux paragraphes de Tucker, William Wirt « comble les trous » et recrée un discours beaucoup plus long. La lettre originale contenant les souvenirs de Tucker est perdue.
Pendant 160 ans, la reconstruction du discours de Patrick Henry par Wirt est acceptée comme authentique. Dans les années 1970, les historiens commencent à remettre en question son authenticité,. Selon le seul compte-rendu écrit de première main du discours, le discours de Henry de 1775 comportait des insultes explicites qui n'apparaissent pas dans la version de 1817. De plus, la reconstruction de Wirt ne contient pas un thème récurrent dans les discours de Henry : le risque d'attaques amérindiennes pour promouvoir l'indépendance vis-à-vis de la Grande-Bretagne. Étant données les libertés artistiques que William Wirt se permet dans la reconstruction du discours, il est possible que Henry n'ait jamais prononcé la citation « donnez-moi la liberté ou donnez-moi la mort ». Les historiens se demandent dans quelle mesure le discours que nous connaissons est l'œuvre de Wirt ou de Tucker.
Selon l'historien Bernard Mayo, la plupart des chercheurs sont sceptiques quant à l'exactitude de la restitution du discours de Patrick Henry par William Wirt. Néanmoins, « ses expressions […] semblent s'être gravées dans les mémoires. Son esprit est assurément celui de l'orateur fougueux qui, en 1775, a influencé avec tant de force les Virginiens et les événements qui ont conduit à l'indépendance américaine. » 

## Précurseurs
Des phrases similaires ont existé avant le discours de Patrick Henry. La pièce du dramaturge anglais Joseph Addison, Caton, une Tragédie (en), écrite en 1713, est populaire dans les colonies américaines et bien connue des Pères fondateurs qui la citent fréquemment. George Washington fait représenter la pièce devant l'armée continentale à Valley Forge. La pièce contient la phrase : « Ce n'est pas de moment de parler d'autres choses / Que de chaînes ou de conquête, de liberté ou de mort » (acte II, scène 4). L'expression « la liberté ou la mort » apparaît également sur le drapeau des Minutemen de Culpeper de 1775.
Dans l'oratorio Judas Maccabæus de Haendel (1746), le héros chante : « Décidez, mes fils, de la liberté ou de la mort ».

## Autres contextes

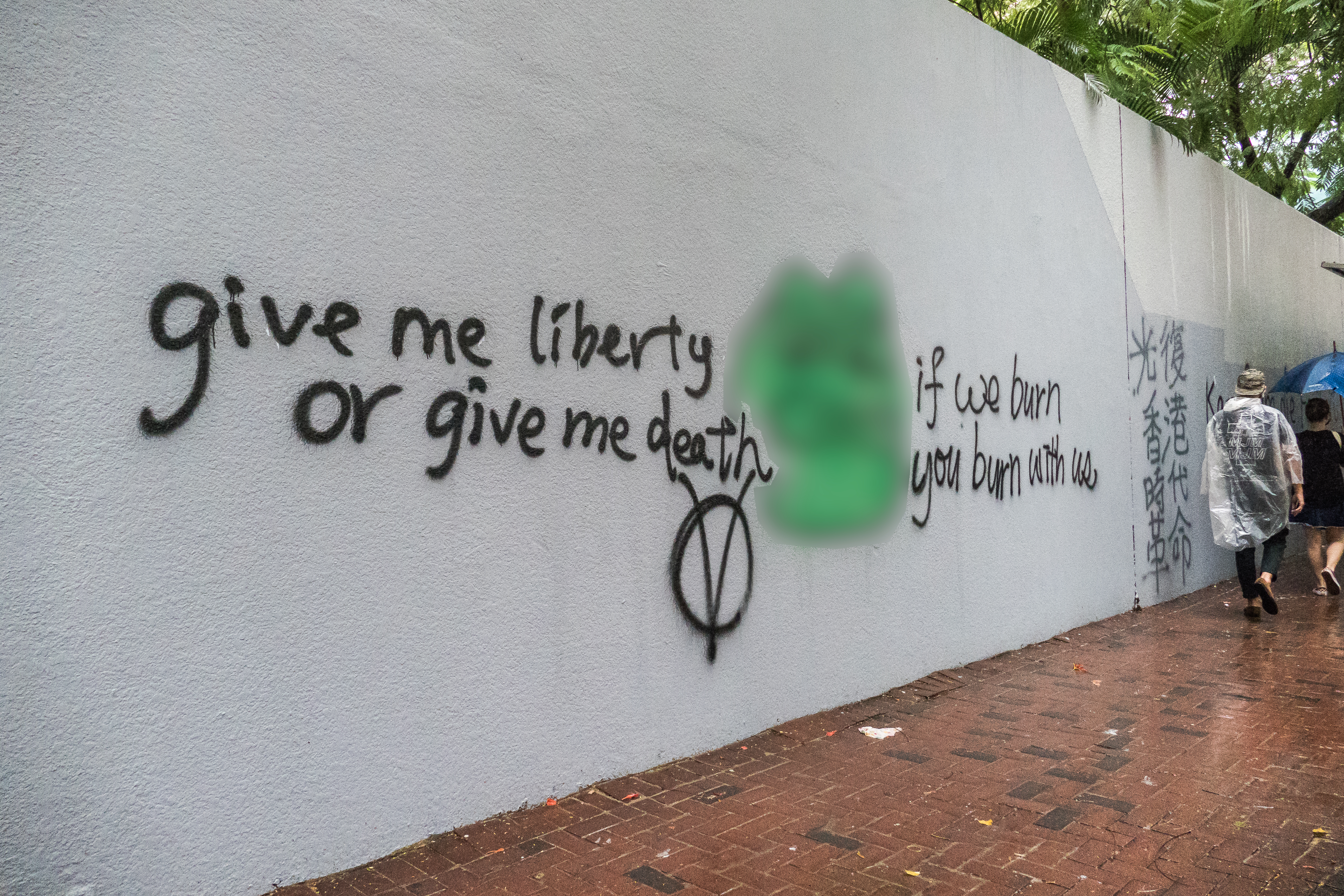
La phrase apparaissant sous forme de graffiti à Hong Kong lors des manifestations de 2019-2020.

Des expressions au sens proche de « La liberté ou la mort » existent dans d'autres contextes. À l'été 1787, la milice armée des citoyens de la République néerlandaise défila et s'exerça sous des bannières prônant « La liberté ou la mort ». Peu de temps après, au cours de la Révolution française, la future devise nationale « Liberté, égalité, fraternité » est parfois écrite « Liberté, égalité, fraternité ou la mort ».
La Société des Irlandais Unis adopte dans les années 1790 et 1800 le slogan « La liberté ou la mort ». Lors de la rébellion de 1798, des appels à la population sont imprimés avec comme titre « La liberté ou la mort ! ». C'était également un cri de ralliement de la révolte des prisonniers de Castle Hill (en) en Australie en 1804,,.

## Sources
- [Aron 2008] (en) Paul Aron, We hold these truths.... : and other words that made America, Lanham, Rowman & Littlefield et The Colonial Williamsburg Foundation, 2008 (ISBN 978-0-7425-6272-1)
- [Cohen 1981] (en) Charles Cohen, « The 'Liberty or Death' Speech: A Note on Religion and Revolutionary Rhetoric », William and Mary Quarterly, Williamsburg, vol. 38, no 4,‎ octobre 1981, p. 702-717 (DOI 10.2307/1918911, JSTOR 1918911)
- [Hart et Leininger 1995] (en) James D. Hart et Phillip Leininger, The Oxford Companion to American Literature, Oxford, Oxford University Press, 1995 (ISBN 978-0-19-506548-0)
- [Hemple 1977] (en) Judy Hemple, « The Textual and Cultural Authenticity of Patrick Henry's 'Liberty or Death' Speech », Quarterly Journal of Speech, vol. 63, no 3,‎ 1977, p. 298-310 (DOI 10.1080/00335637709383390, lire en ligne)
- [Kidd 2011] (en) Thomas S. Kidd, Patrick Henry: First Among Patriots, New York, Basic Books, 2011 (ISBN 978-0-465-00928-2)
- [Kukla 2017] (en) Jon Kukla, Patrick Henry: Champion of Liberty, New York, Simon & Schuster, 2017 (ISBN 978-1-4391-9081-4)
- [McDonnell 2012] (en) Michael A. McDonnell, The Politics of War: Race, Class and Conflict in Revolutionary Virginia, Chapel Hill, University of North Carolina Press, 2012 (ISBN 978-1-4696-0107-6)
- [Randall 1997] (en) William Randall, George Washington: A Life, New York, Henry Holt & Company, 1997 (ISBN 978-0-8050-2779-2)
- [Raphael 2004] (en) Ray Raphael, Founding Myths: Stories that Hide Our Patriotic Past, New York, The New Press, 2004 (ISBN 978-1-56584-921-1)
- [Russell 2000] (en) David Lee Russell, The American Revolution in the Southern Colonies, Jefferson, McFarland, 2000 (ISBN 978-0-7864-0783-5, OCLC 248087936)
- [Schama 1990] (en) Simon Schama, Citizens: A Chronicle of the French Revolution, New York, Vintage Books, 1990 (ISBN 9780679726104)
- [Selby et Higginbotham 2007] (en) John E. Selby et Don Higginbotham, The Revolution in Virginia, 1775-1783, Williamsburg, Colonial Williamsburg, 2007 (ISBN 978-0-87935-233-2, OCLC 124076712)
- [Wirt 1817] (en) William Wirt, Sketches of the Life and Character of Patrick Henry, Philadelphie, Pennsylvanie, James Webster, 1817 (OCLC 4519869)